# Prison des Saintes-Claires
La prison des Saintes-Claires était une prison de Nantes sous la Révolution.

## Fonctionnement de la prison
Situé à l'angle de la « rue Saintes-Claires » (aujourd'hui rue Fénelon) et de la rue Saint-Vincent, à côté de l'hôtel de ville, le couvent des Saintes-Claires, évacué par les religieuses en octobre 1792 est aménagé en prison par les révolutionnaires.
En raison de la surpopulation des autres maisons de détention, les premiers prisonniers sont transférés aux Saintes-Claires le 17 mars 1793. Sur ordre du Comité d’examen les prisonniers nobles sont séparés des paysans, le cloître étant accordé pour les promenades aux premiers et les jardins du couvent aux seconds.
Le 13 mai 1793, le médecin Godebert inspecte la prison et écrit dans son rapport que les prisonniers sont mal nourris, n’ont pas de paille pour se coucher et sont laissés sans être interrogés. En outre une lettre du Comité central à la municipalité signale que plusieurs prisonniers dont l’élargissement a été ordonné, ont été maintenus en détention par le concierge Forget sous différents prétextes.
À son tour, la prison des Saintes-Claires est bientôt surpeuplée, le 17 mai 1793, le Conseil de département rapporte : 

« Les commissaires nommés pour interroger les personnes détenues ont représenté au Conseil que le nombre en était désormais si grand, qu’il y en avait dix ou onze par chambre, tandis que, dans les temps ordinaires, on n’en mettait pas plus de quatre ; que, depuis que l’air atmosphérique commence à s’échauffer, celui qui y est concentré est devenu mortifère, tant il est chargé de miasmes méphitiques ; que, sous peu, il n’y aura pas même sûreté à s’y présenter ; que, depuis longtemps, à l’ouverture des portes, on est frappé de moufflettes suffocantes ; que la majeure partie des détenus, rongés de chagrin et d’ennui, y sont malades, ou menacent de le devenir, et qu’il n’est pas possible d’y renouveler l’air qu’on y respire ; que les gens de campagne, habitués aux pénibles exercices, se sont fait un besoin de manger plus que les personnes dont la vie sédentaire présente moins de besoins à réparer ; que beaucoup sont exténués par la faim, ce qui est annoncé par leur teint hâve et livide ; que faute de manger, ils sont dévorés par les poux, ce qui pourrait faire craindre pour eux une maladie pédiculaire ; que l’air de ces maisons, ainsi méphitisé, pourrait avoir des suites les plus funestes en corrompant toute l’atmosphère, et occasionner une épidémie dans la cité ; que les médecins en ont même souvent prévenus l’Administration. »

Le Conseil décide de soumettre chaque jour au Comité central une liste de prisonniers à élargir. Cependant les quelques remises en liberté prononcées par le Comité sont insuffisantes pour diminuer le nombre des détenus et améliorer leurs conditions.
Au vu d'un rapport en date du 14 octobre 1793, « la maison des ci-devant Saintes-Claires, immense par son local et son édifice », est jugée comme étant la prison la plus salubre de Nantes. Cependant ce rapport est contredit par un autre des commissaires, daté du 7 messidor an 2 (25 juin 1794), qui rapporte que la seule prise d'eau est un puits, au milieu d'une cour, « à moins de six pieds d'une énorme fosse de commodités, » dont le tuyau reliant la fosse au bâtiment situé au-dessus, a été crevé. Les commissaires demandent plusieurs mesures de réparations mais on ne sait si elles ont été exécutées.
Les états de gîtes et de geôlages ne sont pas tenus de façon régulière, ainsi le nombre des prisonniers détenus aux Saintes-Claires n’est pas connu et si aucune noyade de détenus des Saintes-Claires n’est attestée, certains prisonniers sont cependant envoyés aux pontons.

## L’hôpital
Le 14 août 1793, Forget fait savoir au Conseil de la commune que beaucoup de prisonniers sont atteints de la dysenterie. Le Conseil charge le médecin Godebert de soigner les détenus et lui alloue 10 livres par jour. Le 26 septembre, le Directoire du département l’autorise à établir une infirmerie et des secours sérieux sont fournis ; 23 lits de bois et 20 paillasses sont envoyées étant donné que « le nombre des détenus s’augmente de jours en jours, et celui des malades en proportion ; que la fourniture, précédemment faite à ladite infirmerie, de douze matelas et douze couvertures, est insuffisante ; que la malpropreté y règne, par défaut de rechange, peut faire périr plusieurs malades, et porter la contagion chez les autres détenus ; qu’il est d’ailleurs de l’humanité de soulager, autant que possible, les malades et les détenus, fussent-ils même sous le coup de la loi,… d’autant plus que les malades sont déjà, en grand nombre, attaqués de diarrhée qui dégénèrent en maladie contagieuse. »
En octobre, le Directoire de département ordonne le transfert des malades les plus graves à l’hôpital du Sanitat et de trouver les moyens de « chasser l’odeur infecte qui régnait aux Saintes-Claires ».
Le commissaire Godebert se charge d’abord d’établir une infirmerie, mais il présente rapidement sa démission. Il est remplacé par le médecin Larue qui meurt bientôt d’une maladie probablement transmise par les détenus. Godebert reprend son ancien poste, mais l’infirmerie manque de fournitures. Des secours sont demandés le 1er novembre. Le département accepte mais déclare que cette mesure ne sera pas reconduite « considérant que la République ne doit aucun secours aux gens suspects, et que si jamais elle pouvait en accorder, ce ne pourrait être qu’aux nécessiteux, il ne sera, à l’avenir, fourni de secours, en subsistances et en remèdes, aux gens suspects ; les nécessiteux seuls auront part, et sur un mandat des commissaires de la Municipalité de chaque maison de détention. » Il est également interdit aux parents ou aux amis des prisonniers de leur remettre des vivres.
Le 3 décembre, par crainte des contagions, le médecin Godebert demande le transfert des malades les plus gravement atteints à l'hospice révolutionnaire de Nantes, précédemment maison des Frères des écoles chrétiennes ou Frères ignorantins, comme cela a été fait au Bouffay. Le 14, 85 malades sont transférés, la plupart à la maison des Frères des écoles chrétiennes dirigée par le médecin Thomas. Des travailleurs sont mis en réquisition pour nettoyer les ordures aux Saintes-Claires et les officiers de santé sont chargés de faire des fumigations

## Rôle du Concierge des Saintes-Claires
Le concierge de la prison se nomme Forget, membre de Vincent-la-Montagne. En principe sa tâche est purement administrative, elle consiste « à assurer la garde et le ravitaillement des prisonniers, à tenir à jour les entrées et les sorties sur les registres d'écrou ; à tenir en double exemplaire une comptabilité exacte de jours de gîte et de geôlage pour chaque prisonnier, avec les dépenses correspondantes ». 
Au cours du procès des terroristes nantais tenu à Paris, le concierge Forget est inculpé pour « avoir proposé de faire juger en masse les prisonniers » et de d’avoir « coopéré au listes faites, dans la nuit du 15 frimaire, pour fusiller les prisonniers, » il est néanmoins acquitté sur la question de l’intention. Cependant à son retour à Nantes, les représentants Ruelle, Chaillon et Bollet le font incarcérer au Bouffay. Il est transféré à Angers le 18 août 1795, puis libéré en application de l’amnistie de brumaire an IV.

## Fermeture des Saintes-Claires
Après le départ de Carrier le nombre des détenus diminue progressivement, du 15 février au 29, 378 personnes sont encore envoyées aux Saintes-Claires. Le 8 mars, 40 enfants demandent à sortir de prison pour servir sur les vaisseaux de la République. Il reste 109 prisonniers le 5 août et 123 le 18 du même mois. Le 24 janvier 1795, les représentants Chaillon et Lofficial ordonnent la fermeture de la prison. Les derniers détenus quittent les Saintes-Claires le 8 février. 